# Білоруси у Вірменії
Білоруси у Вірменії — це білоруська діаспора Вірменії. Діяльність білоруської громади нерозривно пов’язана з етнічною батьківщиною, відіграє важливу роль у популяризації історії Білорусі, її культури, обрядів, традицій, збереженні та розвитку білоруської мови.
У 1998 році була заснована Єреванська білоруська громада Вірменії «Білорусь»; налічує близько 130 осіб. Головою організації є Пагасян Ірина Миколаївна. Офіс громади працює у приміщенні Центру культури національних меншин Вірменії.
За сприяння посольства Білорусі газета «БЕЛАРУСЫ.am» видає 300 примірників, періодичність виходу якої раз на два місяці.
Завдяки громаді було створено громадську бібліотеку білоруської літератури з книг та іншої літератури про історію та культуру Білорусі та її регіонів, традиції білоруського народу.
Щороку білоруська громада спільно з посольством проводить заходи, присвячені буквару «Лемантар»; День незалежності Білорусі; творчі вечори з нагоди ювілеїв видатних білоруських поетів та письменників; фестивалі художньої самодіяльності національних громад, виставки національних ремесел, міжнародні молодіжні форуми, новорічно-різдвяні заходи, весняні зустрічі, виставки та музичні конкурси. Є білоруський клас недільної школи. Учні недільної школи вивчають білоруську мову, народні обряди та традиції.
В Алаверді та Ванадзорі білоруська діаспора у Вірменії спільно з посольством відкрила експозиції творів Янки Купали, Якуба Коласа, приурочені до 130-річчя класиків білоруської літератури, 120-річчя Максима Богдановича та робіт білоруської художниці Ядвіги Сенько.
Білоруська діаспора у Вірменії організувала захід, який присвячений до 100-річчя з дня народження Максима Танка.